# Piberegg
Piberegg är en ort i kommunen Bärnbach i distriktet Voitsberg  i förbundslandet Steiermark i Österrike. Piberegg var tidigare en självständig kommun, men blev den 1 januari 2015 en del av kommunen Bärnbach. Kommunen bestod också av orten Piberegg Rollsiedlung.